# انسان و حیوان
انسان و حیوان عنوان کتابی است که صادق هدایت پیرامون لزوم تغییر موضع انسان در مقابل آزار و کشتار حیوانات تألیف کرد.
میازار موری که دانه کِش است
که جان دارد و جان شیرین خوش است
این بیت از سعدی در ابتدای کتاب انسان و حیوان آمده است؛ در این کتاب صادق هدایت از حکما و فلاسفه در مورد تشابه و تفاوت‌های بین انسان و حیوان نکاتی را ذکر می‌کند. این که حیوانات نیز در کارهایشان دارای اختیار و اراده می‌باشند و فکر می‌کنند و نیز دارای احساس هستند. در ادامه به ستم‌هایی که انسان نسبت به حیوانات روا می‌دارد، می‌پردازد و این که انسان گیاه‌خوار چگونه از گوشت حیوانات استفاده می‌کند و این که چگونه انسان حیوانات را از طبیعت دزدیده، برای هر کدام مصرف و کاری تراشیده و به این‌ها هم اکتفا نکرده است و می‌خواهد با شکار کردن آن‌ها برای خود تفریح و سرگرمی ایجاد کند. در پایان به این مطلب که باید برای حیوانات حق و حقوقی قائل شد پرداخته و مطالبی را از بزرگان و کتاب‌های مختلف بیان می‌کند و با این شعر حافظ کتاب خود را پایان می‌دهد که:
مباش در پی آزار و هر چه خواهی کن
که در طریقت ما غیر از این گناهی نیست